# Вудбранч (Техас)
Вудбранч (англ. Woodbranch) — місто (англ. city) в США, в окрузі Монтгомері штату Техас. Населення — 1330 осіб (2020).

## Географія
Вудбранч розташований за координатами 30°10′53″ пн. ш. 95°11′0″ зх. д. / 30.18139° пн. ш. 95.18333° зх. д. (30.181405, -95.183435).  За даними Бюро перепису населення США в 2010 році місто мало площу 5,14 км², уся площа — суходіл.

## Демографія
Згідно з переписом 2010 року, у місті мешкали 1282 особи в 477 домогосподарствах у складі 380 родин. Густота населення становила 249 осіб/км².  Було 507 помешкань (99/км²).
Расовий склад населення:
| - 92,7 % — білих - 1,7 % — чорних або афроамериканців - 0,5 % — корінних американців - 0,4 % — азіатів - 0,1 % — вихідців з тихоокеанських островів - 1,3 % — осіб інших рас |

До двох чи більше рас належало 3,3 %. Частка іспаномовних становила 8,0 % від усіх жителів.
За віковим діапазоном населення розподілялося таким чином: 21,6 % — особи молодші 18 років, 63,0 % — особи у віці 18—64 років, 15,4 % — особи у віці 65 років та старші. Медіана віку мешканця становила 43,0 року. На 100 осіб жіночої статі у місті припадало 97,5 чоловіків;  на 100 жінок у віці від 18 років та старших — 93,6 чоловіків також старших 18 років.
Середній дохід на одне домашнє господарство  становив 74 569 доларів США (медіана — 69 545), а середній дохід на одну сім'ю — 81 897 доларів (медіана — 80 655). Медіана доходів становила 61 786 доларів для чоловіків та 43 571 долар для жінок. За межею бідності перебувало 12,4 % осіб, у тому числі 18,8 % дітей у віці до 18 років та 3,1 % осіб у віці 65 років та старших.
Цивільне працевлаштоване населення становило 636 осіб. Основні галузі зайнятості: роздрібна торгівля — 18,7 %, освіта, охорона здоров'я та соціальна допомога — 17,5 %, будівництво — 11,3 %, транспорт — 11,0 %.